# Rio Mamanguape
Rio Mamanguape är ett vattendrag i Brasilien.   Det ligger i delstaten Paraíba, i den östra delen av landet, 1 700 km nordost om huvudstaden Brasília.
Omgivningarna runt Rio Mamanguape är en mosaik av jordbruksmark och naturlig växtlighet. Runt Rio Mamanguape är det ganska glesbefolkat, med 47 invånare per kvadratkilometer.